# Регіональний ландшафтний парк «Бахчисарай»
«Бахчисарай» (крим. «Bağçasaray», «Багъчасарай» «Bağçasaray», «Баг'часарай») — регіональний ландшафтний парк в Україні, розташований у Кримських горах на території Бахчисарайського району (Автономна Республіка Крим). Площа — 10 300 га. Землекористувачі — Бахчисарайський держлісгосп — 4 950 га; Куйбишевський держлісгосп — 4 720 га; Бахчисарайський державний історико-культурний заповідник.

## Природа
Парк має ландшафтне, природне та історико-культурне, ландшафтне та біологічне різноманіття. У парку зафіксовано 33 види вищих рослин та 52 види тварин, занесених до Червоної книги України, а також міжнародних природоохоронних списків та конвенцій. 

## Історія
Регіональний ландшафтний парк був створений Постановою Верховної Ради Автономної Республіки Крим від 21.12.2011 № 643-6/11 «Про розширення і впорядкування мережі територій та об'єктів природно-заповідного фонду місцевого значення в Автономній Республіці Крим».
Розпорядженням Ради Міністрів Автономної Республіки Крим від 11.09.2012 № 657-р Республіканському комітету Автономної Республіки Крим з охорони навколишнього природного середовища доручено замовити розробку проектів землеустрою з організації та встановлення меж об'єкту..
Після незаконної анексії Криму Російською Федерацією були прийняті нові розпорядження щодо об'єктів природно-заповідного фонду.
Зокрема, регіональний ландшафтний парк «Бахчисарай» названо ландшафтно-рекреаційним парком регіонального значення, згідно з Розпорядженням Ради Міністрів Республіки Крим від 5 лютого 2015 року № 69-р Про затвердження Переліку особливо охоронюваних природних територій регіонального значення Республіки Крим'.
Наказом Міністерства екології та природних ресурсів Республіки Крим від 13.02.2017 № 295 «Про затвердження Положення про ландшафтно-рекреаційний парк регіонального значення Республіки Крим „Бахчисарай“» визначено режим господарського використання і зонування території парку.

## Опис
Парк розташований на Внутрішньому пасмі Кримських гір, що на південний схід від міста Бахчисарай. Парк складається з 8 окремих ділянок.
Всього на території парку розташовано 53 об'єкти культурної спадщини національного та місцевого значення. До складу Бахчисарайського історико-культурного заповідника входять: Ханський палац у Бахчисараї, Чуфут-Кале, Мангуп-Кале, Ескі-Кермен, середньовічна фортеця князівства Феодоро на Мангупі, Юсупівський палац у Соколиному та інші.
На території парку розташовані не включені до складу самостійні об'єкти природно-заповідного фонду (ПЗФ): заказники Бельбецький тисовий гай та Качинський каньйон, пам'ятки природи Столова гора-останець Тепе-Кермен, Бакла, Священний гай Балта-Тіймез, Гора-останець Мангуп-Кале, Бельбецький каньйон .
Найближчий населений пункт — місто Бахчисарай .
На території Парку розташовано 11 об'єктів культурної (археологічної) спадщини державного значення, режим особливої охорони і підпорядкованість яких встановлюються відповідно до чинного законодавства:
- печерний монастир «Качі-Кальон» VIII — кінець XIX століття;
- печерна церква (місто) «Тепе-Кермен» V—VI століття;
- печерне місто «Киз-Кермен» IX століття;
- руїни печерного міста «Ескі-Кермен» VI століття;
- комплекс фортеці та печерного міста «Мангуп-Кале» V—VI і XIV—XV століття;
- археологічний комплекс «Сюйренська фортеця» IX—XIII століття;
- печерний монастир «Челтер-Коба» VIII—XV століття;
- печерне місто «Бакла» (руїни) IV—XIII століття;
- гробниця «Дюрбе Хаджі Ґерая» 1501 рік;
- комплекс Успенського печерного монастиря V—IX, IX—XIII, XIV—XVII століття;
- фортеця і печерне місто «Чуфут-Кале» V—XV століття.

На території Парку розташований 21 об'єкт культурної (археологічної) спадщини регіонального значення, режим особливої охорони і підпорядкованість яких встановлюються відповідно до чинного законодавства:
- село Пхе-Іолго;
- таврський притулок Кизик-Кулак-Кая;
- поселення біля мису Топчан-Кая;
- ранньосередньовічна стіна;
- могильник біля підніжжя Мангупа;
- зміцнення на скелі Бурун-Кая;
- стоянка Алімівський навіс;
- таврський притулок;
- могильник із кам'яних ящиків;
- городище Фицкі;
- стоянка Кая-Араси;
- печерна стоянка Старосілля ;
- могильник;
- поселення і могильник;
- могила П. А. Вревського;
- могила П. В. Веймарна;
- таврське поселення;
- святилище в печері Беш-Кош 1;
- святилище в печері Беш-Кош 2;
- пізньоантичний поселення Беш-Кош;
- таврське поселення.